# Rusif Huseynov
Rusif Shakir oglu Huseynov (en azerí: Rusif Şakir oğlu Hüseynov) es un investigador y experto político azerbaiyano. Es cofundador y editor en jefe de la revista política en línea The Politicon, así como cofundador y director del Centro Topchubashov. Los principales intereses de Huseynov son los procesos sociopolíticos en los países postsoviéticos, los conflictos congelados y las minorías étnicas. Sus regiones de investigación cubren principalmente Europa del Este, Oriente Medio, Cáucaso y Asia Central.

## Biografía
Rusif Huseynov nació el 24 de agosto de 1987 en Sahil, República Socialista Soviética de Azerbaiyán. Fue admitido en la Universidad Estatal de Bakú en 2004 y se graduó en 2008 con una licenciatura en relaciones internacionales. Huseynov recibió su maestría en el Instituto de Estudios Políticos Johan Skytte de la Universidad de Tartu.
Huseynov estableció el Centro Topchubashov en abril de 2018 junto con Murad Muradov. El centro opera dentro de la Unión Pública de Estudios Regionales en Bakú.
Los artículos de Huseynov se publicaron en publicaciones como "Modern Diplomacy", "The Independent", "Visegrad Insight", "New Eastern Europe", Centro de Estudios Estratégicos y Modernos, "The Jamestown Foundation", Centro de Investigación de Políticas y Crisis de Ankara, "Foreign Policy News", "The National Interest", "Al Bawaba", "The Times of Israel", "TRT World", "Vostokian", "Polis180", "Kyiv Post". También participó en el programa APAralel de APA TV.

## Obras
Libros
- 90 instants of the great leader (en inglés). Heydər Əliyev İrsini Araşdırma Mərkəzi. 2013. p. 247. OCLC 864881617.[29]

Artículos
- GUAM+: Türkiye ve NATO için yeni fırsatlar
- Russian peacekeepers in Nagorno-Karabakh: An unlikely and unwanted scenario
- April victory: How important it is for Azerbaiyán
- Baltic States are no longer ex-Soviet
- Tajikistan: transition to monarchy completed?
- South Gas Corridor and the recent escalation in Nagorno-Karabakh
- Azerbaiyán Democratic Republic as the first democratic, parliamentary and secular republic in Islamic East
- Armenia sides with Rusia again- This time in Syria
- Armenian geopolitics: Threats and claims
- Azerbaiyán’s Short-Term Trump
- Escalation in Nagorno-Karabakh
- Nagorno-Karabakh: A part of Azerbaiyán
- Victory Day cult in Rusia
- How Armenia’s glorification of a Nazi collaborator has gone unnoticed
- Dodon's Transnistria visit and what it means for other frozen conflicts
- Armenia: chuzhoy sredi svoikh (a stranger among friends)
- Armenia sides with Rusia again, this time in Syria
- Gagauzia: Geopolitics and identity
- Azerbaiyán and the European Union
- Lord of the flies. Power struggles on Central Asia’s island of democracy
- Several reasons why Bakú should not be interested in provocation along the border with Armenia
- The Southern Gas Corridor and the Recent Escalation in Karabakh
- Rusia's involvement in Nagorno-Karabakh conflict: Unhelpful and unpromising
- Baltic States are no longer ex-Soviet
- Black list for Black Garden
- Shusha provocation: a fatal blow to the peace process?
- "Pakistan zindabad" in Azerbaiyán
- Construction of sub-national identity vis-à-vis parent state: Gagauz case in Moldavia
- Azerbaijan-Kazakhstan relations: current situation and prospects
- Cooperation in the Caucasus: How Four Countries Could Reshape European Security
- What a Morgue Scandal Tells Us about Armenia and Azerbaiyán's Detainee Dispute
- Glorification of a Nazi collaborator in Armenia
- Azerbaiyán and the EU: Cooperation instead of integration
- Time to Reform the Minsk Group
- Anti-Syrian Campaign in Turkey
- Rusif Huseynov: Ukraine – towards a frozen future?